# Menophra brunneata
Menophra brunneata är en fjärilsart som beskrevs av Tutt 1898. Menophra brunneata ingår i släktet Menophra och familjen mätare. Inga underarter finns listade i Catalogue of Life.